# Родольфо Піні
Родольфо Піні (ісп. Rodolfo Pini, 12 листопада 1926, Монтевідео — 31 травня 2000) — уругвайський футболіст, що грав на позиції півзахисника за клуб «Насьйональ», а також національну збірну Уругваю. 
Чемпіон світу. Чотириразовий чемпіон Уругваю.

## Клубна кар'єра
У футболі відомий виступами у команді «Насьйональ», кольори якої і захищав протягом усієї своєї кар'єри гравця, ставши за цей час чотириразовим чемпіоном Уругваю. 

## Виступи за збірну
1944 року дебютував в офіційних матчах у складі національної збірної Уругваю. Протягом кар'єри у національній команді, яка тривала 7 років, провів у її формі 7 матчів, забивши 2 голи.
Був присутній в заявці збірної на чемпіонаті світу 1950 року у Бразилії, здобувши того року титул чемпіона світу, але на поле не виходив.
Помер 31 травня 2000 року на 74-му році життя.

## Титули і досягнення
- Чемпіон світу (1): 1950
- Чемпіон Уругваю (4):

«Насьйональ»: 1943, 1946, 1947, 1950